# Spa (établissement)
Pour les articles homonymes, voir Spa.
Un spa, ou centre d'hydrothérapie, est un établissement de soins esthétiques ou de remise en forme à l'aide de l'hydrothérapie. Les méthodes utilisées peuvent comprendre le bain et la douche d'hydromassage, le bain de boue, le bain de vapeur, le sauna, la gymnastique aquatique.

## Étymologie
Le nom commun spa provient de celui de la ville de Spa en Belgique. Parmi les différentes hypothèses émises sur l’origine étymologique du nom de la ville de Spa, on retiendra celle de « source jaillissante » du latin : sparsa « éparse » et « jaillissante » participe passé de spargere, ou, plus simplement, « espace libre » du wallon spâ (spās/spōs) et du latin : spatia, pluriel spatium, issu de l'ancien latin : sparsa féminin de sparsus, signifiant « épars, dispersé, éparpillé ». C'est trois siècles plus tard (XVIIe siècle) qu'il franchit la Manche pour devenir progressivement « station thermale » dans la langue anglaise. Trois siècles plus tard encore (XXe siècle), il devient mondialement « bain à remous » ou « centre de remise en forme ».
On retient que William Slingsby, qui avait séjourné à Spa, découvrit en 1571 une source dans le Yorkshire qu'il appela « Harrogate ». Le docteur Timothy Bright l'appela en 1596, The English Spaw, d'où semble venir le terme générique spa.
On observe la généralisation d'une croyance selon laquelle SPA serait un ancien acronyme romain du latin Sana Per Aquam ou Sanare Per Aquam ou encore Salus (ou Sanitas) Per Aquam, qui signifie « la santé par l'eau. » Il s'agit d'un rétro-acronyme, une fabrication a posteriori d'un acronyme fictif.

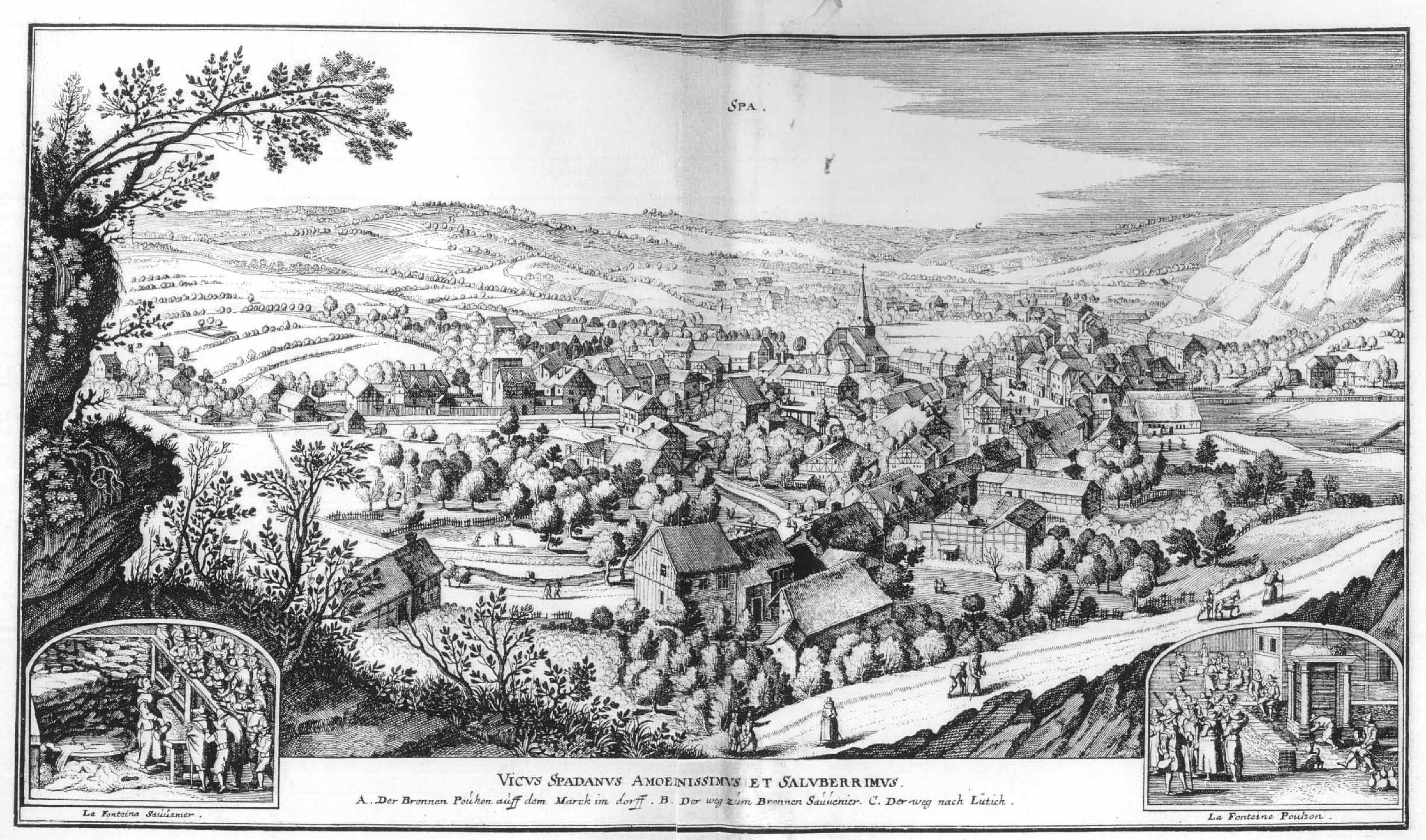
Spa en 1647.

Au Royaume-Uni, après le développement de plusieurs stations thermales du XVIIe au XIXe siècle ayant adopté le toponyme « Spa » en référence à la ville belge d’eau en Ardenne liégeoise, le mot « spa » devint un terme générique de la langue anglaise pour désigner une station thermale. Voir la liste des villes thermales au Royaume-Uni. Au XXIe siècle, la France a également adopté ce terme si l'on en prend pour témoin une publicité pour la ville de Vichy : « Meilleur Spa de France. »

## Description
Un spa désigne un centre de beauté et de remise en forme, dans un cadre luxueux qu’il soit partie d’un hôtel, d’une station thermale ou qu’il existe en tant que tel. De très nombreux spas ont été créés à travers le monde depuis le dernier quart du XXe siècle. Une communauté internationale des centres de remise en forme a vu progressivement le jour avec ses magazines professionnels spécialisés, ses salons internationaux, ses associations diverses, la formation du personnel commencent à s'organiser. La troisième édition du Mondial Spa et Beauté, destinée aux professionnels des secteurs du bien-être, de l'esthétique, des cosmétiques et du spa s'est tenue à Paris (palais des Congrès) en mars 2008.
Certains spas proposent à leur curistes des services naturiste. Les mentions « Naturiste » et « KK » sont associées aux spas qui accueillent exclusivement la clientèle naturiste.